# 迷えるとんぼちゃん
『迷えるとんぼちゃん』（まよえるとんぼちゃん）は、2022年3月3日からABEMAで配信されていたバラエティ番組である。前身番組『極楽とんぼのタイムリミット』（ごくらくとんぼのタイムリミット）もこの項目で記述する。

## 歴史
お笑いコンビ「極楽とんぼ」によるバラエティ番組。2019年4月14日より『極楽とんぼKAKERUTV』が番組改編によりAbemaSPECIAL 2チャンネルでの月1日曜日に移動。移動第1回は『極楽とんぼKAKERUTV』として配信を行ったが、番組終わりに翌月から『極楽とんぼのタイムリミット』への改題、リニューアルを発表した。
2020年11月8日配信分は加藤が肺炎で入院のため未出演。
2021年12月23日、収録中に山本が負傷し、打撲・眼窩底骨折と診断されたことが発表され、2022年1月の放送は休止となった。
2022年2月13日配信分をもって最終回。番組企画「加藤浩次のお悩み相談室」を発展リニューアルさせ、3月3日より『迷えるとんぼちゃん』に番組名を変更。チャンネルをAbemaSPECIALに移動、毎月第1、第2木曜23時から24時までの配信となった。
2022年8月11日、番組内で加藤が最終回であることを報告。KAKERUTVから約5年間に渡るABEMAでのレギュラー番組が終了した。

## 内容
企画内容は『極楽とんぼKAKERUTV』のものを一部踏襲しながら、すべてのコーナーでタイムリミット、制限をテーマにする。また、KAKERUTVが生配信だったのと異なり、録画収録による配信なっており、複数のコーナーによる構成が可能になった。
『迷えるとんぼちゃん』改題以降は著名人を迎えての悩み相談がメインコーナーとなっていた。初回ゲストは清原和博。

## 出演者

### レギュラー
- 極楽とんぼ（加藤浩次・山本圭壱）

### 準レギュラー
- 西野未姫（『極楽とんぼのタイムリミット』時代から頻繁に出演）

## 主な企画

### 迷えるとんぼちゃんの企画
居酒屋に迷えるゲストを招いてトークした。ゲストを招いてゲストの人生譚を聞きながら、その悩みに加藤と山本、西野（西野不在の場合は女性ゲスト）が答えを導きだしていく。途中、街頭インタビューで一般人から聞いたゲストのイメージ、素朴な質問に、ゲスト本人が回答していた。また、アポロン山崎、もしくは法演によるゲストへの占いコーナーも行われる。ラストには「番組のキープボトル」として、番組ロゴの入った一升瓶にメッセージ付きのサインを入れるのが定番となっていた。
| 話数 | 配信日       | ゲスト      | 備考          |
| ---- | ------------ | ----------- | ------------- |
| 1    | 2022年3月3日 | 清原和博    | [ 7 ]         |
| 2    | 3月10日      | 加護亜依    | [ 8 ]         |
| 3    | 4月7日       | 田口淳之介  | [ 9 ]         |
| 4    | 4月14日      | ゆきぽよ    | [ 10 ]        |
| 5    | 5月5日       | 大倉士門    | [ 11 ]        |
| 6    | 5月12日      | いしだ壱成  | [ 12 ]        |
| 7    | 6月2日       | ヒロミ      | [ 13 ]        |
| 8    | 6月9日       | ゆたぼん    | [ 14 ]        |
| 9    | 7月7日       | KABA.ちゃん | [ 15 ] [ 16 ] |
| 10   | 7月14日      | 芹那        | [ 17 ]        |
| 11   | 8月4日       | 西野亮廣    | [ 18 ]        |
| 12   | 8月11日      | 亀田興毅    |               |

### 極楽とんぼのタイムリミットの企画
毎回、1 - 2個程度放送されていた。
映画予告編にタイムリミット
映画監督、タレントを含む面々でひとつのテーマ、決められたキャスト、予算で映画のダイジェスト予告編を制作。もっとも「観たい」と思わせたダイジェストの本編が制作されることになった。予告編は制作者の名前を伏せた状態で先行動画として1週間前にAbemaビデオで配信開始。予告編はキャスト共通、2分以内という制限時間が付けられていた。製作費は10万円。
第1回のキャストは池田翼、mihoro*、山本圭壱。進行は神田愛花。優勝監督は橋本根大。
第2回ではテーマ「兄弟」と指定され、メインキャストは山本圭壱が固定起用。女性は筒井結愛、福山絢水2名から選択。抽選により山本裕典の出演権が手に入る方式となった。
第2回のキャストは前述のように筒井結愛、福山絢水（2名のうち1名）、山本裕典（抽選）、山本圭壱。進行は向井慧。優勝監督は加藤浩次。
芸人のオリジナル芸夢（ゲーム）で世界にバズらせろ!
KAKERUTVで「よゐこ濱口優が本気で考えた19のエロ企画」として行われていた企画のブラッシュアップ版。濱口優がエロ神様として出演。進行は向井慧。濱口が少年心で考案したゲームを優レディースたちと遊んだ。
2020年5月10日にはリモート企画として復活した。

告白にタイムリミット!19時までに恋人をつくろう!
「本気で恋人がほしい芸人」が、レストランを予約している19時までの約5時間で意中の相手に次々告白をしていく時間制限リアリティショー。なぜか山本も告白したい芸能人にアポイントを取っており、偶然を装い告白した。第1弾では男性芸人も入っていたが、第2弾以降の出演女性芸人および女性タレントのみとなっていた。
2019年11月10日の第3弾では芸人に告白された側代表ゲストとして南明奈が出演した。
ナンパ待ちにタイムリミット!ナンパ待ちガチバトル選手権!
告白にタイムリミット!からの派生企画。指定された三か所の街に繰り出し異性からナンパされた回数を競い合う。最下位には罰ゲームが与えられる。なお顔バレでのナンパは無効。ナンパ解説はアレクサンダー。第1回は2020年2月9日。入澤優のほか大場美奈、友田彩也香、西野未姫が参加。
同年3月8日にはさらなる派生企画である「反省会にタイムリミット!」を配信（第二弾予定が諸事情による企画変更のため）。番組内容を基にしたクイズを川上奈々美、清水あいり、たけうち亜美、村重杏奈の4人が争い、最下位には「ナンパ待ちガチバトル選手権」でアレクサンダーが考案した股間かきむしりが課される。不正解でも面白ければポイントが入り、つまらなければマイナスポイント、スタジオから退場となる。
山本圭壱が5人に倒されなかったら1000万円!
山本圭壱が女性5人とリングで戦い賞金獲得を目指すという「AbemaTV・1000万円シリーズ」のパロディ。第1弾は極楽とんぼ結成30周年スペシャルとして、山本から抜かれてしまった牙を取り戻すための企画、体を張った芸人への回帰を見せる企画とされた。基本的にはボクシングルール（2分2R）であるが、相手によってルールが随時変更されている（ただし山本が有利になることはない）。クイズミリオネアの賞金獲得方式が採用されており、山本は途中ドロップアウトも可能とされているが、セコンド・加藤の采配によりなぜか行使されないのがお約束だった。
第1弾：2019年7月14日配信
対戦相手：西野未姫（60万）、青山めぐ（120万）、川村虹花（240万）、杉山しずか（480万）、世志琥（1000万）
第2弾：2020年4月12日配信
対戦相手：西野未姫（60万）、清水あいり（120万）、華DATE（240万）、ぱんちゃん璃奈（480万）、世志琥（1000万）
ソーシャルディスタンス肝試し
アイドルグループ2組が肝試しで対決。ただし“ソーシャルディスタンスを保ちながら”行い、アイドル達も含め、カメラマン、照明などスタッフ全員が2メートル以上離れて撮影を行う。このため先頭者は照明の当たらない暗闇を歩くことになり、極楽とんぼの仕掛けに驚いた際もメンバー同士で固まるなどの行為は加藤の持つ「ディスタンス棒」により引き離される。勝ち負けは驚き具合やゴールまでの速さではなく、ソーシャルディスタンスをより保てていたグループを加藤の主観で決定する。
平成生まれの悩みに真剣回答
情報番組MCとしての発言が毎回ニュースになる男・加藤が若者の悩みに真面目に助言をしていくコーナー。相談は番組サイトで募集される。加藤がヒートアップするため全編はABEMAビデオで配信。
2021年1月10日には平成生まれの芸能人、インフルエンサーを相手にした特別編を本編内のコーナーとして配信。同日のABEMAビデオでは東京NSC26期生編を配信する。同年6月13日にはABEMA恋愛番組出演者を相手にした恋愛相談回を配信。同年11月14日配信分以降は「秘密のカップルちゃんいらっしゃい」としてカップルYouTuberの互いの秘密を告白してもらい、解決する企画となった。
ヤラセ野郎は誰だ!?人狼的ドッキリ“人ヤラ”（じんやら）
2020年9月13日に初配信。ドッキリ仕掛け人が個別にドッキリを掛けるが、その中に“ドッキリに引っかかったフリ”をしてる人物が複数人おり、この人物をスタジオで当てるクイズ企画。初回は加藤浩次が仕掛け人。第2回は前回騙された西野未姫が仕掛け人となった。2021年3月14日配信の第3回仕掛け人は上西小百合。4月11日配信の第4回仕掛け人は木下隆行でお笑い芸人にコンビ結成を求める設定に統一。6月20日配信の第5回ではラファエルが仕掛け人となり、YouTuberにドッキリをするYouTuberスペシャルとなった。8月8日配信の第6回では仕掛け人しみけんによるセクシー女優スペシャル。10月10日配信分では仕掛け人クロちゃんによるAKB（OG含む）特別編。11月14日配信回では平成フラミンゴが先輩芸能人に仕掛ける度胸試し要素が加わった。2022年2月13日配信分はマッコイ斎藤が仕掛け人となった。
おサカナ野郎は誰だ?人魚を探せ～!
2021年2月14日初配信。KAKERUTV時代の「人亀」をリニューアル。参加者に含まれた人狼ならぬ人魚を探すゲーム。進行は品川祐。ゲーム考案と解説をクイズ王・古川洋平が務める。役職はバレた場合全身タイツ姿となる「人魚」。人間につけられた低周波治療器を作動できる「電気ウナギ」。人魚からの襲撃をブロックできる「カニ」。

## スタッフ
- 構成：石原健次[40]
- ディレクター：松本泰治
- 製作協力：LINGUS[41]、EPOCL[42]
- 製作著作：ABEMA